# Phyteis
Phyteis (Union des industries de la protection des plantes (UIPP) jusqu'en 2022,) est une organisation professionnelle française et un lobby regroupant les entreprises du secteur de l'agrochimie qui commercialisent en France des produits phytosanitaires, des pesticides (acaricides, fongicide, herbicides, insecticides etc.).
Sur le plan international, l'UIPP est membre de CropLife Europe, et est rattachée, par son intermédiaire, à CropLife International, fédération qui rassemble l'industrie phytopharmaceutique / agrochimique au niveau mondial.

## Histoire
Créée en 1918, elle découle d'une demande de l'État français vis-à-vis des entreprises de la chimie pour connaître les lieux de production, les flux, et les utilisations des produits chimiques en France. Elle porte alors le nom d'Union des Industries Productrices de Pesticides, mais ne regroupait déjà que des entreprises de produits phytosanitaires pour l'agriculture.
En 2004, l'UIPP s'inquiète du vote de la Charte de l'environnement et demande la création d'une agence française de la santé végétale. En 2008, le lobby s'oppose à la mise en place de la directive européenne 91/414 qui impose une réduction des produits phytopharmaceutiques.
Au début des années 2010, l'UIPP se joint aux acteurs du secteur pour faire accepter les maïs Monsanto. En 2015, l'UIPP dépose un recours contre la mise en place des certificats d’économie de produits phytopharmaceutiques, ce qui mène à son annulation pour vices de procédure un an plus tard. En 2018, l'UIPP s'oppose à une loi prévoyant l'interdiction de la production, du stockage et de la vente de produits phytopharmaceutiques contenant des substances prohibées par l'UE mais destinés à des pays tiers.
En 2022, l'Union des industries de la protection des plantes devient Phyteis,.

## Source de statistiques

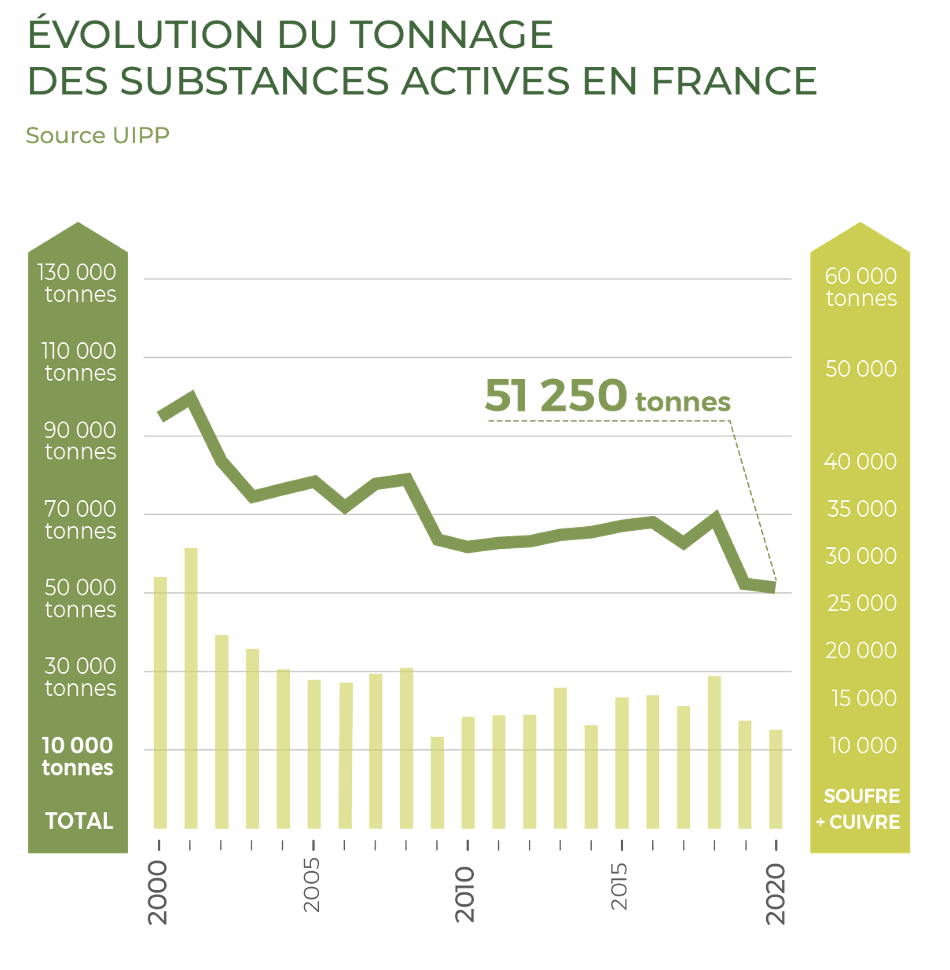
L'UIPP est aussi une source de statistiques construites à partir des remontées de son propre réseau d'acteurs, ou un relais de sources internationales, par exemple ici l'évolution du tonnage de substances actives phytopharmaceutiques mises sur le marché entre 2000 et 2019 selon l'UIPP.

l'UIPP produit ses propres statistiques, par exemple sur : 
- L'évaluation en poids des pesticides mis sur le marché chaque année (Ex : le « tonnage de substances actives phytosanitaires vendues est en hausse de 1,29% en 2011 » en France) ; mais cet indicateur nécessite d'être interprété car l'efficacité, la toxicité, la rémanence, la période, le lieu et le mode de traitement, ou encore la tension de vapeur ou l'écotoxicité d'un produit, qui sont des critères d'intérêt en santé environnementale ne sont pas des paramètres directement liés à sa masse[12].
- le coût des produits phytosanitaires ; indicateur évoqué via l'évolution du chiffre d'affaires du secteur ;  (ex : 1,75  milliard  d'euros  en  2006 ; ayant ensuite en 6 ans (de 2006 à 2011) augmenté de 44,7% en passant de 30,4 à 44 Md$ (34,7 Md€), un chiffre qui est économiquement pertinent pour la filière (fabricant, distributeur et utilisateur) mais note Yves Guy sans intérêt en  matière d’environnement et de santé[12].

## Membres
L'UIPP représente les intérêts de 19 entreprises françaises ou filiales de groupes internationaux (ACTION PIN, ADAMA FRANCE SAS, ASCENZA, BASF France SAS, division Agro, BAYER SAS / BAYER CropScience, Certis Belchim, CORTEVA Agriscience, DE SANGOSSE SAS, FMC, GOWAN France SAS, LIFE SCIENTIFIC, NUFARM SAS, PHILAGRO France, PHYTEUROP, SBM Company, SUMI AGRO France SAS, Syngenta France SA, UPL France).

## Communication

### Activité de lobbying

#### En France
Pour 2019, l'UIPP déclare à la Haute Autorité pour la transparence de la vie publique exercer des activités de représentation d'intérêts en France pour le compte de 19 adhérents, dont Bayer, BASF, Dow (Corteva Agriscience) et Syngenta, pour un montant global inférieur à 200 000 euros.
En 2018 (mai), la députe Delphine Batho indique qu'une « fuite » lors des débats à l'Assemblée nationale avait permis à l'UIPP de connaître sa proposition d'amendement sur l'interdiction du glyphosate bien avant les députés eux-mêmes, « Comme si les lobbyistes [...] avaient un système d’alerte interne ou une complicité au cœur de l’Assemblée ». François de Rugy, président de l'Assemblée, indique que l'événement est rarissime et envisage une sécurité accrue des processus de dépôt des amendements. Stéphane Travert, ministre de l'Agriculture, dément tout lien avec les lobbies.
En 2019, l'UIPP critique fermement le texte de la loi Agriculture et alimentation issu des États généraux de l'alimentation, et notamment l'interdiction de production sur le sol français de pesticides interdits en UE, et destinés à l'exportation, dont l'échéance est fixée à 2022. L'UIPP a saisi le Conseil d'Etat sur une Question prioritaire de constitutionnalité, estimant que cette interdiction porte une « atteinte excessive à la liberté d’entreprendre protégée par la déclaration des droits de l’homme et du citoyen de 1789 ».
En 2023, Phyteis est mis en garde par le Sénat français, qui estime que l’organisation a manqué de rigueur dans son activité de lobbying, en fournissant des chiffres erronés pour combattre l’interdiction de la production de pesticides sur le sol français.

#### Auprès des institutions de l'Union européenne
L'UIPP est inscrite au registre de transparence des représentants d'intérêts auprès de la Commission européenne. CropLife Europe représente le secteur de la protection des plantes au niveau européen. A ce titre elle déclare en 2020 pour cette activité des dépenses d'un montant compris entre 600 000 et 699 999 euros